# Гражданская война в Великом княжестве Литовском (1389—1392)
Гражда́нская война́ в Вели́ком кня́жестве Лито́вском 1389—1392 годов — вторая война за власть между двоюродными братьями: королём польским и великим князем литовским Ягайло и князем Витовтом. Первое их противостояние завершилось примирением, однако основные противоречия не были сняты. После свадьбы с Ядвигой Ягайло в 1386 году вступил на польский трон под именем Владислава II, оставив наместником в Великом княжестве своего брата Скиргайло. Последний не пользовался популярностью у населения, в связи с чем Витовт решил продолжить борьбу за литовский престол. После неудачной попытки взять столицу Великого княжества Вильну, Витовт пошёл на союз с рыцарями Тевтонского ордена. Орден был естественным противником Литвы, но в собственных интересах многие литовские князья, в частности Витовт и Ягайло, прибегали к установлению союзных отношений с ним.
Противостояние не выявило явного победителя, что принудило стороны идти на компромисс. По условиям заключённого в 1392 году Островского соглашения, Витовт признал Ягайло верховным сюзереном Литвы, а сам стал великим князем литовским.

## Предыстория конфликта
Истоки противостояния Витовта и Ягайло восходят к 1377 году. После смерти великого князя Ольгерда, более тридцати лет правившего Литвой совместно со своим младшим братом Кейстутом, Ягайло не собирался делить власть с кем-либо, несмотря на то, что Кейстут и его сын Витовт признали Ягайло великим князем литовским. В 1380 году он начал тайные переговоры с Тевтонским орденом. 31 мая 1380 года Ягайло и великий магистр Тевтонского ордена Винрих фон Книпроде заключили секретный Довидишковский договор, направленный против Кейстута. Причины заключения договора до конца не ясны: некоторые историки считают, что инициатива заключения соглашения исходила от матери Ягайло Ульяны Тверской или от его советника Вайдилы. Другие указывают на то, что Кейстуту было около 80 лет и он решительно не принимал христианство, тогда как Ягайло было около тридцати, и он искал пути модернизации страны.
Сперва успех сопутствовал Кейстуту и Витовту. Узнав о сговоре Ягайло с Орденом, Кейстут начал наступление на Вильну и взял город, пленив самого Ягайло. С пленником обошлись мягко: Кейстут потребовал от племянника письменного признания его великим князем, а затем отпустил, вернув вотчинные земли (Крево и Витебск). Остальные Гедиминовичи тоже принесли присягу Кейстуту. Старый князь начал успешную борьбу с крестоносцами, опустошив окрестности Велау, Тапиау и других городов. Контрнаступление Ордена было отражено Витовтом.
В следующей фазе успех оказался на стороне Ягайло. Многие Гедиминовичи были недовольны своим положением. Первым восстание поднял новгород-северский князь Корибут (в крещении — Дмитрий). Кейстут выступил против него с небольшим отрядом, но потерпел поражение. В это время в самой Вильне в отсутствие великого князя и его сына (Витовт в это время княжил в Троках) поднялось восстание сторонников Ягайло. Восставшие под предводительством купца Ганула уничтожили виленский гарнизон. 12 июня 1382 года в столицу вступил Ягайло. 6 июля он заключил с Орденом Бражуольское перемирие, а вскоре осадил Троки, принудив город к сдаче. Наместником в Троках был оставлен Скиргайло Ольгердович, родной брат Ягайло. Кейстут, однако, не сдался. Вскоре он сумел склонить на свою сторону жемайтов, согласившихся предоставить ему военную помощь.

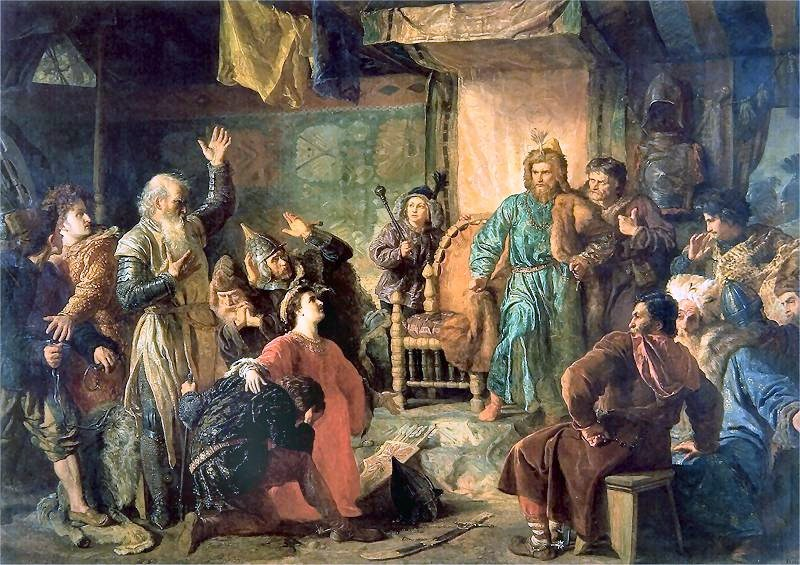
Войцех Герсон, Кейстут и Витовт в плену у Ягайло, 1873

3 августа у Трок встали войска Кейстута, его сына Витовта и брата Любарта против союзных войск Ягайло и магистра Ливонского ордена Вильгельма фон Фримерсхайма. Шансы на победу у Кейстута были невелики: войска Ягайло были значительно больше по численности, а кроме того, жемайты не стремились участвовать в сражении. Битве не суждено было начаться: приехавший в лагерь Кейстута и Витовта Скиргайло убедил их начать мирные переговоры. После прибытия в Кревский замок Кейстут и Витовт были тотчас же схвачены, а 15 августа Кейстута обнаружили мертвым. Ягайло объявил, что Кейстут повесился, однако многие считают, что он был задушен по приказу самого Ягайло. Витовт сумел бежать из плена с помощью своей жены Анны, которая отдала (или приказала одной из служанок отдать) мужу женское платье — Витовт остался незамеченным и смог покинул замок.
Борьба этим не окончилась. Витовт заключил соглашение с великим магистром Ордена Конрадом Цёлльнером. Крестоносцы рассчитывали столкнуть Ягайло и Витовта между собой. 11 сентября 1383 года рыцари Ордена вторглись в пределы Великого княжества Литовского, а вскоре к ним присоединился и Витовт с войском из 3 тысяч жемайтов. 30 января 1384 года князь принёс вассальную присягу Ордену как законный князь трокский и передал в его владение Жемайтию до реки Невежис и Ковенскую область. В это время Ягайло планировал принять крещение и вступить в брак с дочерью Дмитрия Донского, однако, чтобы всё прошло удачно, ему нужен был мир с Витовтом. Начались тайные переговоры: Ягайло обещал отдать двоюродному брату Волынь с Луцком, где прервалась династия Любарта и его сына Федора. Также Ягайло обещал вернуть Витовту его вотчину — Трокское княжество, как только отберёт Полоцк у Андрея Ольгердовича. Витовт согласился, перемирие было заключено, а уже 6 ноября их объединённые войска сожгли тевтонский замок Новый Мариенвердер.

### Между войнами (1384—1389)

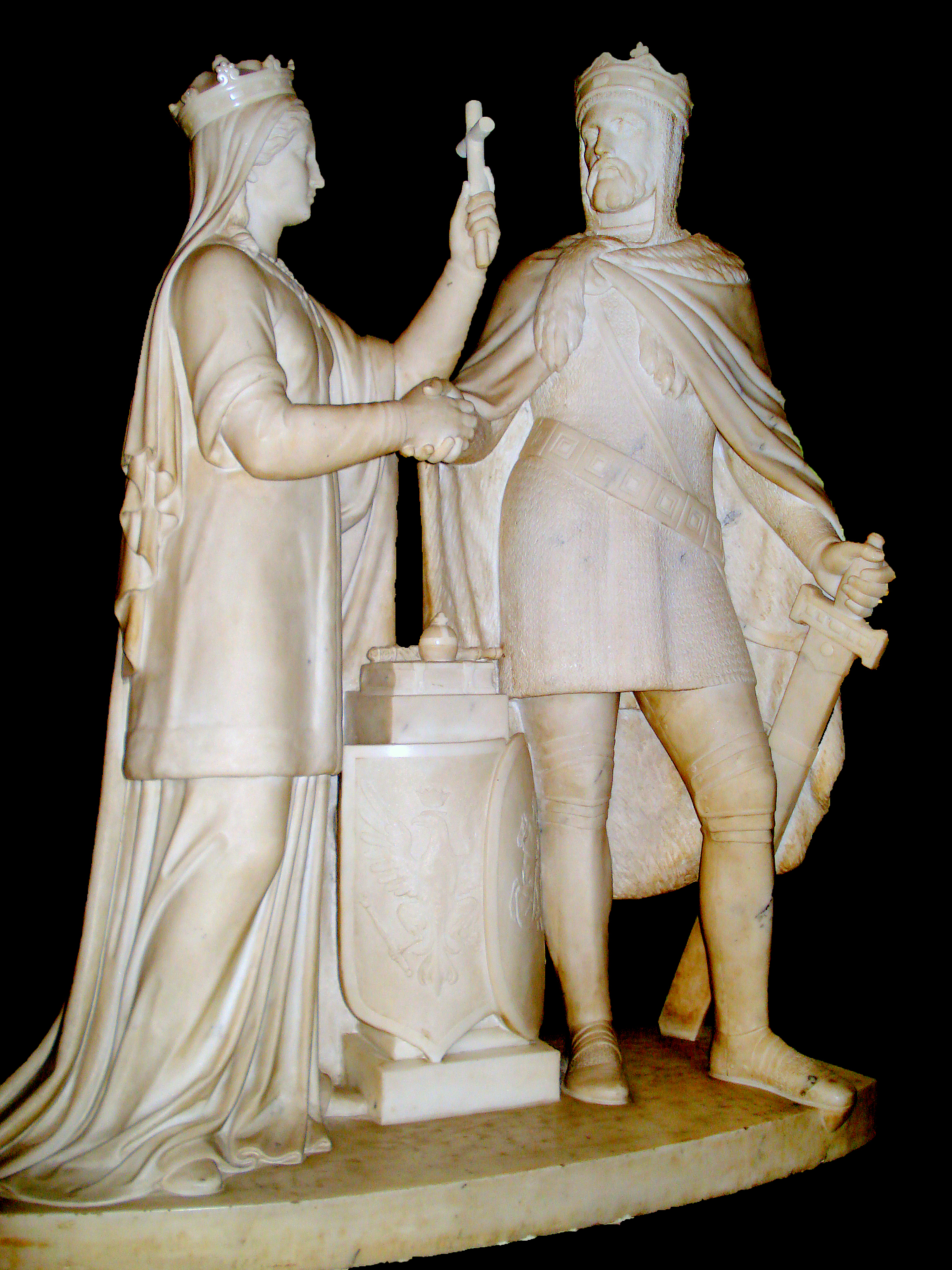
Оскар Сосновский, Ядвига и Ягелло. Группа символизирует литовско-польскую унию

В 1385 году началась подготовка к браку великого князя литовского Ягайло с наследницей польского престола, представительницей Анжуйской династии Ядвигой. Епископ Пётр Выш убедил 14-летнюю королеву (официально титуловавшуюся «король Польши» (rex Poloniae)) в том, что, вступив в этот брак, она обратит в христианство целый народ. Очень набожная королева ответила согласием. 15 февраля 1386 года бракосочетание состоялось, и Ягайло вступил на польский трон.
После этого положение Литвы изменилось. Теперь Ягайло управлял обоими государствами из Кракова и титуловался королём польским и великим князем литовским. Своим наместником в Литве он оставил Скиргайло. Многие были этим недовольны. В Литве сформировалась оппозиция краковскому правлению, выступавшая против насильственного окатоличивания и Кревской унии.
Во главе этой оппозиции встал Витовт, в то время князь гродненский и подляшский. Дело в том, что Ягайло задерживал исполнение своих обязательств: обещанные Витовту Троки продолжали находиться в руках Скиргайло. Его правление вызывало недовольство и у народа, и у литовской знати. Витовт же, напротив, становился всё более популярным. Знать надеялась с его помощью избавиться от власти Ягайло и восстановить независимость государства.

## Основные события

### Первый этап (1389—1390)
В 1389 году, зная о волнениях в Великом княжестве, Ягайло послал в Вильну Клеменса Москажевского, чтобы разместить в литовской столице польский гарнизон и стабилизировать ситуацию, что ещё больше подлило масла в огонь. Ягайло попытался миром уладить нарастающий конфликт между Витовтом и Скиргайло. Витовт был вынужден подписать договор, по которому обязался быть лояльным к Скиргайло и поддерживать его, но его положение как князя Волыни при этом не было документально подтверждено. Витовт начал обдумывать план наступления, решив воспользоваться предстоящей свадьбой своей дочери Софьи с великим князем московским Василием I. Витовт задумал под видом приготовлений к свадьбе отправить в Вильну обоз с сеном, мясом и другим добром в сопровождении стражников, которые, воспользовавшись случаем, должны будут захватить виленский замок. Однако из-за предательства план этот не удался (был раскрыт немецким шпионом). В результате два преданных союзника Витовта, брат Товтивил и шурин Иван Гольшанский, потеряли свои вотчины — Новогрудок и Гольшаны.

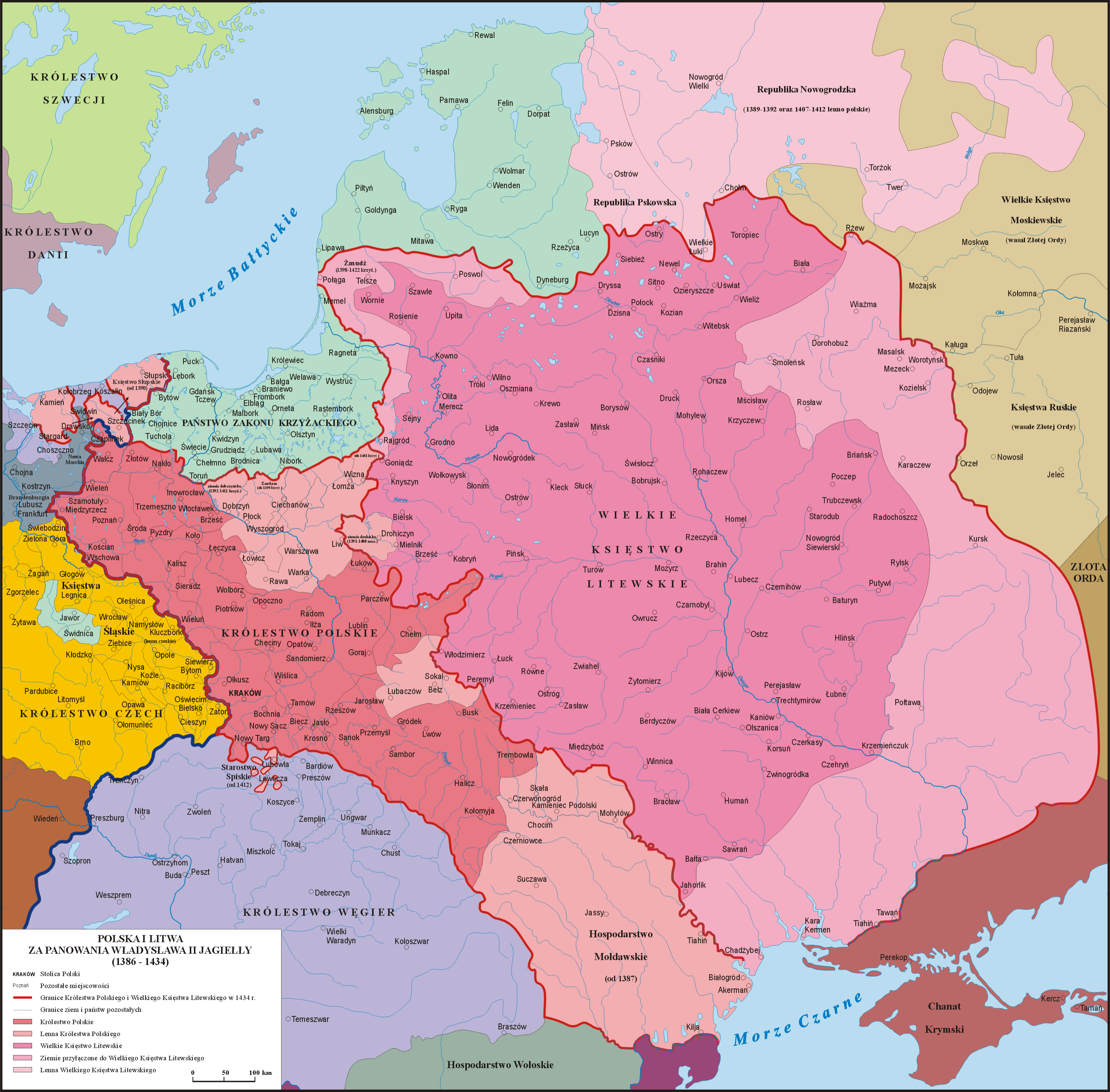
Королевство Польское и Великое княжество Литовское в 1386—1434 годах

Витовт вынужден был вновь обратиться за помощью к Ордену, послав для переговоров пленного рыцаря Маркварда фон Зальцбаха (помимо Зальцбаха, вскоре вернувшегося уже не пленным, а уполномоченным, Витовт отпустил в Пруссию более сотни пленных дворян, чтобы продемонстрировать добрую волю). 19 января 1390 года втайне от Скиргайло и Ягайло был заключён Ликский договор, который подтвердил основные пункты заключённого ещё во время предыдущей войны Кёнигсбергского договора и предусматривал помощь Ордена в борьбе Витовта с Ягайло. В обмен Витовт обещал передать Ордену Жемайтию вплоть до Невежиса. Однако однажды уже обманутые Витовтом крестоносцы на этот раз потребовали заложников. Ими стали многие приближённые и родственники Витовта: его братья Сигизмунд и Товтивил, жена Анна, дочь Софья, сестра Римгайла, шурин Иван Гольшанский и некоторые другие представители литовской знати, симпатизировавшие Витовту.
Ликский договор был подкреплён договором в Кёнигсберге, подписанным в 1390 году между Орденом и делегацией от Жемайтии в составе 30 или 31 представителей местной знати, которые гарантировали свою лояльность Витовту как «жемайтскому королю». Жемайты пообещали свою поддержку как Витовту, так и Ордену, а спорные случаи должна была разбирать специальная комиссия; фактически, Жемайтия признала соуправление Витовта и Ордена в Жемайтии. Кроме войск Ордена, под стан Витовта стеклось немало наемников из европейских стран: Франции, Англии, Священной Римской империи, среди полководцев были будущий король Англии Генрих Болингброк (он вел с собой 300 рыцарей). Английские крестоносцы оставили детальные записки о своих действиях в Пруссии и Литве, которые легли в основу некоторых из знаменитых Кентерберийских рассказов Джеффри Чосера. Ягайло также усиливал свои войска. Он захватил несколько замков в Подляшье, разместив в них польские гарнизоны, и после шестимесячной осады в апреле 1390 года взял Гродно.
Коалиция Витовта произвела ряд походов в литовские пределы, крупнейшим из которых стал поход в конце лета 1390 года. Во время осады Георгенбурга скончался великий магистр Конрад Цёлльнер фон Ротенштайн, вследствие чего 11 сентября после пятимесячной осады войска отступили от города. Вскоре после этого войска подошли к Вильне и 11 сентября приступили к пятинедельной осаде города. Оборону Виленских замков возглавлял Скиргайло, который был командующим объединённой польско-литовско-русской армией. Рыцари уничтожили почти весь город вне пределов крепостной стены и сумели разрушить Кривой замок, который никогда после не был отстроен. Во время осады погибли Товтивил Кейстутович и Каригайло, брат Ягайло. Голову последнего отрубили и насадили на пику, демонстрируя сторонникам Ягайло. Между тем осаждавшие столкнулись с целым рядом проблем: кончался порох, неприятные сюрпризы преподносила погода, кончались сроки службы европейских наемников, кроме того, братья-рыцари нуждались в новом великом магистре. В итоге осада была снята и войска вернулись в Пруссию. Однако борьба между Витовтом и Ягайло на этом не закончилась, напротив, стало очевидно возросшее влияние противников Ягайло и всё меньшая его поддержка со стороны местной знати.

### Второй этап (1391—1392)
Второй этап противостояния начался после свадьбы единственной дочери Витовта Софьи с великим князем московским Василием Дмитриевичем, которая состоялась 21 января 1391 года. Это бракосочетание укрепило позиции Витовта в русских землях, в частности, в Москве и позволяло говорить о Василии как о потенциальном союзнике Витовта в борьбе против Ягайло. На личной печати Витовт стал изображать себя в виде всадника, что было до того времени прерогативой исключительно великих князей. Кроме того, примерно в это же время Ягайлов брат князь Новгорода Великого Лунгвений был вынужден покинуть Новгород под давлением московского князя. Тем временем, тевтонские рыцари не предпринимали никаких решительных действий в связи с затяжной процедурой избрания генеральным капитулом Конрада фон Валленрода в качестве нового великого магистра Ордена. Однако сам магистр был не намерен сидеть без дела: в мае 1391 года он взял под залог в 6 632 гульденов стратегически важную крепость Златория (около Торуни) у опольского князя Владислава. Это вызвало острую реакцию Ягайло, который был противником Опольчика и давно стремился захватить его княжество. Польский король вторгся в Добжиньскую землю, но потерпел поражение.
Новый великий магистр Конрад фон Валленрод вновь созвал европейских наемников из Франции, Англии и Шотландии, войска последней вел знаменитый рыцарь маршал Франции Жан II ле Менгр и Уильям Дуглас, незаконнорожденный сын графа Арчибальда «Свирепого» Дугласа. Осенью 1391 года крестоносцы организовали новый поход на Вильну. В Ковно войска устроили богатый пир, описанный Адамом Мицкевичем в вышедшей в 1828 году поэме «Конрад Валленрод». Они разорили близлежащие города Укмерге и Майшаголу, при этом замок в последнем городе был сожжен и более не был восстановлен. В ноябре Витовт атаковал Меречь и Гродно, тем самым перекрыв Ягайло доступ к Вильне. Когда войска Витовта появились под Гродно, то находившиеся там литовцы и русские сами заперли польский гарнизон в замковой башне и открыли ворота. Ягайло все больше терял популярность в Великом княжестве Литовском. Тем временем в начале 1392 г. Витовт занял Новогрудок, разбив Корибута, а с востока активизировались московская угроза. Рязанский князь Олег атаковал границы Великого княжества Литовского, Новгород перешёл под власть Василия I, который был женат на дочери Витовта.
В мае 1392 года Конрад фон Валленрод начал переговоры с императором Священной Римской империи Сигизмундом о покупке Ноймарка за 500 тысяч гульденов, а также согласился заплатить Владиславу Опольчику 50 тысяч гульденов за покупку Добжиньской земли, которая с 1377 года многократно оспаривалась различными представителями династии Пястов. В 1392 году Опольчик предложил план по разделу Польши между Тевтонским орденом, Священной Римской империей, Силезией и Венгрией, но этот план был отвергнут.
И для Ягайло, и для Витовта война шла не слишком удачно, в то время как земли Великого княжества Литовского разорялись все более и более. Польская шляхта всё больше разочаровывалась в войне: Кревская уния должна была усилить их влияние в Галиции, Молдове и Валахии, а привела к новым проблемам на севере. Ягайло пытался что-то предпринять, хотел заменить Скиргайло своим младшим братом Вигандом, князем кернавским, однако тот умер при невыясненных обстоятельствах 28 июня 1392 года. Возможно, он был отравлен, при этом организаторами убийства могли быть и Скиргайло, и Витовт. Ягайло заменил Клеменса из Москажева (герба Пилява) на Яна Олесницкого (герба Дембно) в должности командира польского гарнизона в Вильне, а после решил начать мирные переговоры с Витовтом.

## Завершение войны
Ещё весной 1392 года Ягайло послал к Витовту своего представителя епископа плоцкого Генриха Мазовецкого для обсуждения условий мира. Обсуждения проходили тайно; чтобы отвлечь подозрения крестоносцев, Генрих посватался к Римгайле, сестре Витовта и даже женился на ней, отказавшись от сана. Ягайло предложил уступить Витовту титул великого князя литовского, если тот признает его верховным сюзереном Литвы. Витовт принял предложение Ягайло не сразу, видимо, из-за того, что многие его родственники и приближённые находились в Ордене в качестве заложников. Витовт начал под разными предлогами собирать их близ себя. После того, как соглашение втайне было достигнуто, Витовт пригласил Тевтонских рыцарей на празднество в свою резиденцию — замок Риттерсвердер, находившийся на острове на Немане. Большинство ничего не подозревавших гостей Витовта были взяты в плен, после чего литовский князь сжег этот замок, а также Меттенбург, Нойгартен (около Гродно) и другие деревянные замки, возведённые рыцарями во время похода на Вильну. Во время этой кампании в плен Ордена попал брат Витовта Сигизмунд, который находился при дворе великого магистра вплоть до подписания Салинского договора в 1398 году.
4 июля 1392 года состоялась встреча Ягайло и Витовта в имении Остров около Лиды. Там и начались официальные переговоры, итогом которых стал договор, формально завершивший войну. Витовт был признан великим князем литовским, ему была возвращена его вотчина — Трокское княжество. Скиргайло получил во владение Киевское княжество, где и скончался спустя 5 лет. Витовт формально признал Ягайло, теперь носившего титул верховный князь литовский, своим сюзереном. Также Витовт пообещал, что после его смерти земли Великого княжества станут собственностью короля Польши.
Островское соглашение было ратифицировано в ряде договоров, заключённых между Польшей и Литвой, а также ряде документов, подписанных женой Витовта Анной и женой Ягайло Ядвигой. Договор способствовал укреплению централизованной власти в Литовском государстве.

## Последствия

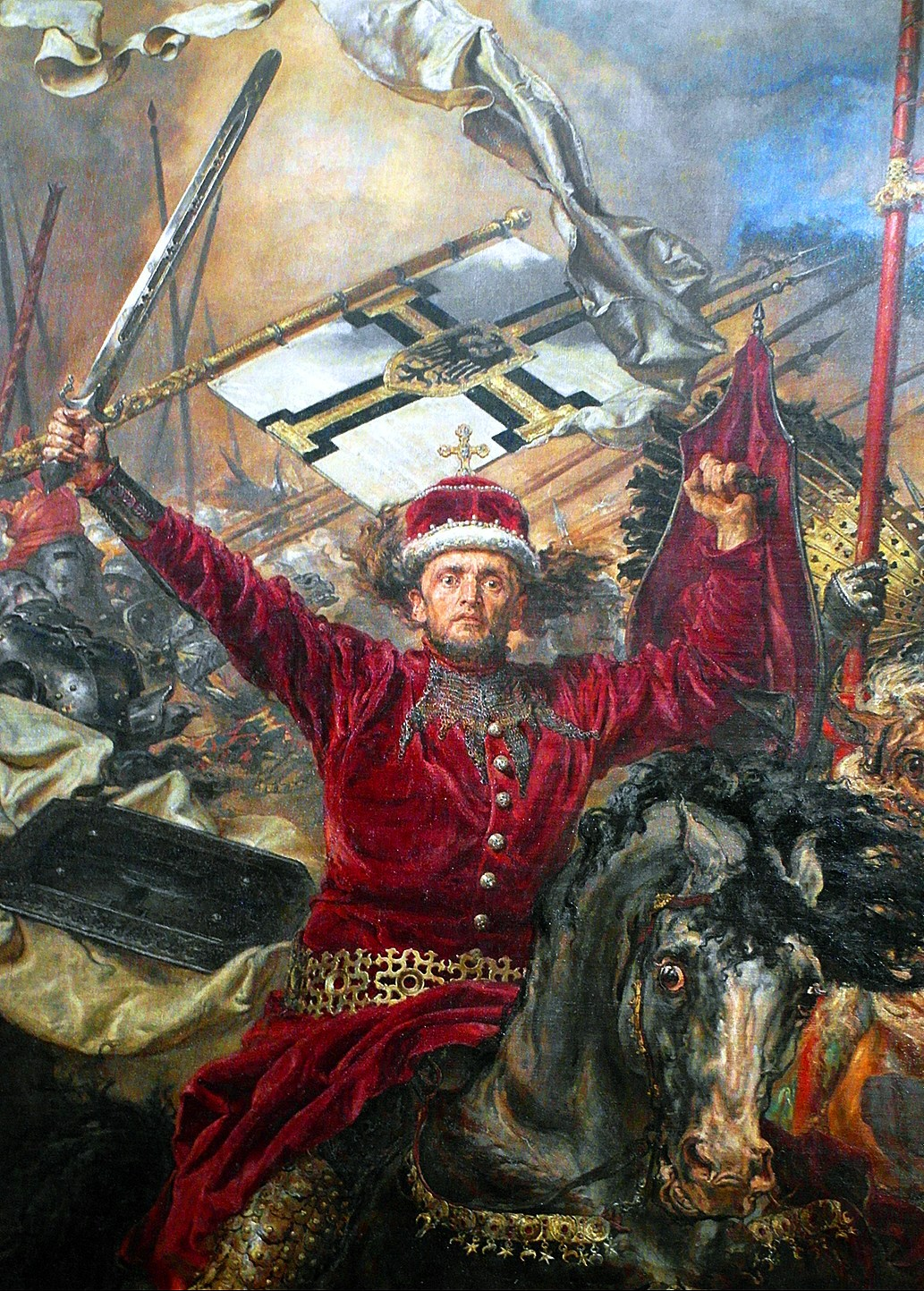
Ян Матейко, «Грюнвальдская битва», 1878.
Фрагмент картины, изображающий Витовта

Формально зависимый, на практике Витовт действовал самостоятельно. Более того, во многом Ягайло сам зависел от Витовта. Обещания, данные Витовтом Ягайло, представляли собой не омагиум, а формулу верности, в европейском праве соответствовавшую более внешнему вассалитету, нежели внутреннему. Неясности, оставшиеся при заключении Кревской унии, были прояснены и исправлены.
С самого начала правления Витовт стал проводить политику, направленную на расширение сферы влияния, поднятие международного престижа государства и укрепление центральной власти. В 1398 году на собрании знати литовские и русские князья и бояре провозгласили Витовта самостоятельным правителем государства. Однако поражение в битве на Ворскле от татар хана Тимура Кутлуга в 1399 году, где Витовт едва не утонул и потерял почти все войско, ослабило его позиции. Кроме того, начались восстания в Смоленском княжестве, а также Новгородской и Псковской республиках. В этих условиях Витовт был вынужден подтвердить верховную власть Ягайло, пойдя на заключение Виленско-Радомской унии.
Тем не менее, Витовт продолжил политику по укреплению государства. Он заменял князей на местах своими наместниками, добился успехов на востоке: границы Великого княжества Литовского дошли до верховьев Оки и до Можайска, он отнял у татар Южную Подолию, заключил союзы с тверским, рязанским и пронским князьями. Зять Витовта Василий I Дмитриевич по завещанию, составленному в 1423 году, оставил его регентом при малолетнем великом князе московском Василии II.
Укреплению авторитета Витовта способствовала победа в Грюнвальдской битве и возвращение Жемайтии по условиям Торнского мира 1411 года. Политика Витовта была оценена по достоинству европейскими правителями на съезде в Луцке в январе 1429 года. Император Сигизмунд Люксембургский предложил Витовту принять королевскую корону, на что он ответил согласием. Переговоры шли тайно, так как поляки были категорически против усиления Витовта. Даже Ягайло был согласен на коронацию, заявив, что после смерти Витовта корона перейдет к одному из его сыновей, так как у Витовта не было наследников мужского пола. Незадолго до коронации, 27 октября 1430 года Витовт неожиданно скончался в Троках. После смерти князя, оставшегося без прямых наследников, власть перешла к его двоюродному брату Свидригайло Ольгердовичу, младшему брату Ягайло, долгое время соперничавшему с Витовтом за этот титул.